# Bodetal und Laubwälder des Harzrandes bei Thale
Bodetal und Laubwälder des Harzrandes bei Thale bezeichnet ein FFH-Gebiet in den Städten Thale, Oberharz am Brocken und Blankenburg (Harz) im Landkreis Harz in Sachsen-Anhalt.

## Allgemeines
Das FFH-Gebiet ist circa 5800 Hektar groß (beim Bundesamt für Naturschutz ist die Größe mit 5773 Hektar angegeben). Das Gebiet überschneidet sich mit dem Landschaftsschutzgebiet „Harz und nördliches Harzvorland“ und zu einem großen Teil mit dem EU-Vogelschutzgebiet „Nordöstlicher Unterharz“. Teile des FFH-Gebietes westlich bzw. südwestlich von Thale sind als Naturschutzgebiete „Steinköpfe“ bzw. „Bodetal“ ausgewiesen. Weiterhin ist ein Teil am Eichenberg nördlich von Oberharz am Brocken als Naturschutzgebiet „Eichenberg“ ausgewiesen. Innerhalb des FFH-Gebietes liegen zahlreiche Naturdenkmale. Im Nordosten grenzt das FFH-Gebiet im Verlauf der Bode kleinflächig an das FFH-Gebiet „Bode und Selke im Harzvorland“. Es ist durch die Landesverordnung zur Unterschutzstellung der Natura 2000-Gebiete im Land Sachsen-Anhalt (N2000-LVO LSA) seit dem 21. Dezember 2018 rechtlich gesichert. Zuständige untere Naturschutzbehörde ist der Landkreis Harz.

## Beschreibung
Das aus zwei Teilflächen bestehende FFH-Gebiet liegt westlich, südwestlich und südlich von Thale im Naturpark Harz/Sachsen-Anhalt. Es umfasst das tief eingeschnittene Bodetal zwischen der Talsperre Wendefurth und dem Austritt der Bode aus dem Harz bei Thale sowie großflächige Waldgebiete. Diese sind auf den Hochflächen als Buchenwälder ausgebildet, die als Waldmeister-Buchenwälder mit Rotbuche, Traubeneiche, Winterlinde, Bergahorn und Vogelkirsche bzw. als Hainsimsen-Buchenwälder mit Rotbuche und Traubeneiche und forstwirtschaftlich gefördert Fichte ausgebildet sind. In der Krautschicht der Waldmeister-Buchenwälder siedeln Waldmeister, Einblütiges Perlgras, Ährige Teufelskralle und Waldsegge, insbesondere in artenreichen Altbuchenwäldern in der Nähe von Thale siedeln auch verschiedene Orchideen wie Schmallippige Stendelwurz, Vogelnestwurz und Weißes Waldvöglein. Auf den Mittelhängen des Bodetals sind Eichen-Hainbuchenwälder in der Ausprägung Labkraut-Eichen-Hainbuchenwälder ausgebildet. Hier stocken Eichen, Hainbuche, Elsbeere, Hasel und Seidelbast. In der Krautschicht siedeln Hohler Lerchensporn, Pfirsichblättrige Glockenblume, Gefleckter Aronstab und Ebensträußige Margerite. An Südhängen des Bodetals gehen die Eichen-Hainbuchenwälder in Eichen-Trockenwälder über. Abschnittsweise sind an den Hängen entlang der Bode auch Schlucht- und Hangmischwälder ausgebildet, die sehr naturnah ausgebildet sind. Hier stocken Linden, Bergulme und Bergahorn. In der Krautschicht sind Ausdauerndes Silberblatt, Großes Springkraut und Gelappter Schildfarn zu finden. An Granitwänden des Bodetals ist Felsspaltenvegetation unter anderem mit Nordischem und Braunstieligem Streifenfarn ausgebildet. Auf Schutthalden siedeln unter anderem Rasensteinbrech, Glänzender Storchschnabel und Schmalblättriger Hohlzahn. Entlang der Bode und ihrer Nebenbäche sind Erlen-Eschenwälder ausgebildet, in deren Krautschicht unter anderem Winkelsegge, Sumpfpippau, Mittleres Hexenkraut, Wechselblättriges Milzkraut, Gegenblättriges Milzkraut und Platanenblättriger Hahnenfuß siedeln. Weiterhin sind hier abschnittsweise feuchte Hochstaudenfluren zu finden.
In den Bachtälern sind häufig Mähwiesen unter anderem mit Perückenflockenblume, Schlangenknöterich, Geflecktem Johanniskraut, Bergplatterbse und Kopfiger Teufelskralle zu finden. Grünländer sind stellenweise auch in die Wälder eingebettet. Hier siedeln unter anderem Arnika, Bärwurz und Borstgras. In der Bode und den ihr zufließenden Bächen ist Wasservegetation ausgebildet.
Das Gebiet ist Lebensraum für Luchs und Wildkatze. Die Haselmaus wurde bei einer Kartierung im Jahr 2000 nur vereinzelt nachgewiesen. Die Wälder haben eine große Bedeutung als Lebensraum und Nahrungshabitat für Fledermäuse. So wurden im Gebiet unter anderem Bechsteinfledermaus, Braunes Langohr, Breitflügelfledermaus, Fransenfledermaus, Große Bartfledermaus, Kleine Bartfledermaus, Großes Mausohr, Kleiner Abendsegler, Mopsfledermaus, Nymphenfledermaus, Wasserfledermaus und Zwergfledermaus nachgewiesen. Im Gebiet vorhandene Stollen sind zudem Winterquartier für einige Fledermausarten. Das Gebiet beherbergt weiterhin unter anderem Schlingnatter, Zauneidechse, Springfrosch und Geburtshelferkröte. Für Hirschkäfer und Eremit existieren Nachweise. Eine Besonderheit ist das Vorkommen der Bockkäferart Schwarzgesaumter Schmalbock. Die Art galt in Sachsen-Anhalt als verschollen. Sie hat hier ihr nördlichstes Vorkommen in Deutschland. Das Gebiet ist Lebensraum unter anderem für Uhu, Raufußkauz, Sperlingskauz, Wespenbussard, Wanderfalke, Schwarzstorch, Grauspecht, Schwarzspecht und Mittelspecht. Entlang der Bode sind Wasseramsel und Gebirgsstelze heimisch. Weiterhin beherbergt das Bodetal ein Vorkommen des Mauerseglers, der hier wie auch im weiter östlich liegenden Selketal in Bäumen brütet. In der Bode sind unter anderem Groppe, Äsche, Elritze und Bachneunauge heimisch.